# Газпромнефть-Муравленко
«Газпромнефть-Муравленко» — одно из подразделений «Газпром нефти», занимает второе место по уровню добычи среди всех добывающих предприятий компании.

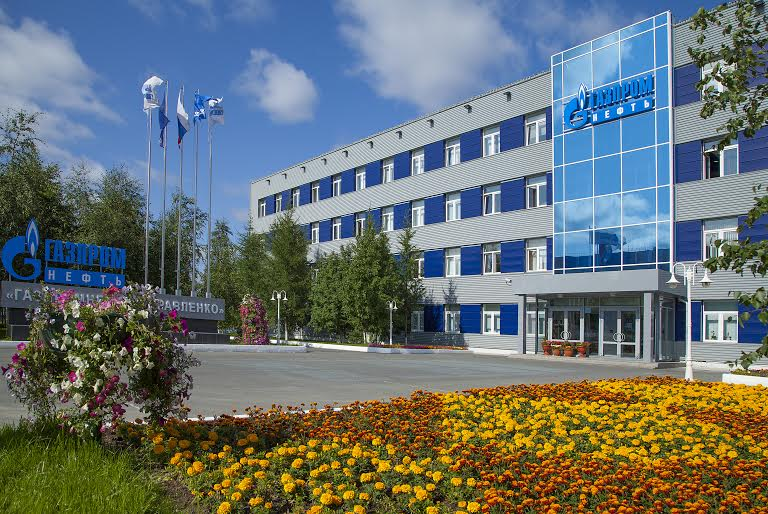
Офис «Газпромнефть-Муравленко»

«Газпромнефть-Муравленко» осваивает 15 месторождений, в том числе находящихся на поздней стадии разработки с естественно снижающейся отдачей углеводородного сырья. Ежемесячно предприятие добывает около 550 тысяч тонн нефти, 460 миллионов кубометров природного газа, 116 миллионов кубометров попутного нефтяного газа. Утилизация ПНГ на месторождениях предприятия в 2017 году составила 98,8 %. На некоторых промыслах данный показатель ещё выше: например, на Еты-Пуровском утилизируется 99,2 % ПНГ, на Валынтойском — 98,8 %, на Вынгаяхинском — 97,1 %. Это стало возможным благодаря вводу в эксплуатацию Еты-Пуровской компрессорной станции.
«Газпромнефть-Муравленко» активно реализует на территории своего присутствия социальную политику компании «Газпром нефть». Социальное партнёрство с городом выстроено в рамках корпоративной программы социальных инвестиций «Родные города».

## История города
Ещё 40 лет назад на месте города Муравленко была непроходимая тайга — излюбленное место для охоты и рыбалки жителей окрестных посёлков, ближайший из которых находился от нынешнего Муравленко на расстоянии почти 120 километров. Однако в начале 70-х годов прошлого века геологическая экспедиция обнаружила здесь залежи нефти, и уже в 1975 году поисковая скважина № 31, существующая и поныне, подтвердила эти предположения.
Генеральный план посёлка, которому было присвоено имя руководителя Главтюменнефтегаза Виктора Муравленко, был утверждён в апреле 1982 года, а спустя несколько месяцев здесь начались строительные работы. Доставить вглубь тайги строительную технику, оборудование и стройматериалы было крайне сложно, о благоустроенных дорогах приходилось лишь мечтать. Путь от ближайшего посёлка Ноябрьск на военных «Уралах» занимал около 12 часов, так как приходилось вброд преодолевать мелкие речушки и объезжать многочисленные озёра, которые по сей день являются украшением и достопримечательностью этих краёв.
В 1990 году Президиум Верховного Совета РСФСР принял решение о присвоении посёлку статуса города, который получил название Муравленко.

## История компании
История «Газпромнефть-Муравленко» начинается с поисковой скважины № 31, пробурённой Аганской нефтеразведочной экспедицией 30 августа 1975 года на Суторминском месторождении. В 2007 году на этом месте, недалеко от города Муравленко (ЯНАО), был открыт памятный знак, у которого часто бывают жители и гости города.
12 апреля 1982 года выходит приказ о создании нефтегазодобывающего управления «Суторминскнефть» для разработки одноимённого месторождения, названного в честь его первооткрывателя Евгения Васильевича Сутормина. Тогда предполагали, что начинают работу на втором Самотлоре, поэтому ставили амбициозные цели — к 1985 году довести объём добычи до 30 млн тонн нефти в год. Первым начальником местных нефтяников стал Фарит Шарифуллин.
Параллельно с наращиванием добычи нефти быстрыми темпами строился посёлок Муравленковский, находящийся на балансе нового нефтегазодобывающего управления. К 1990 году посёлок стал городом, благополучие которого в большой степени обеспечивают нефтяники. Руководство предприятия лично объезжало объекты молодого города и контролировало строительство объектов.
2 августа 1985 года для ввода в разработку Муравленковского, Барсуковского и прилегающих месторождений было создано НГДУ (нефтегазодобывающее управление) «Муравленковскнефть». Его первым руководителем стал Александр Рашкевич — под его руководством началось интенсивное обустройство нефтяных месторождений.

## «Газпромнефть-Муравленко» сегодня

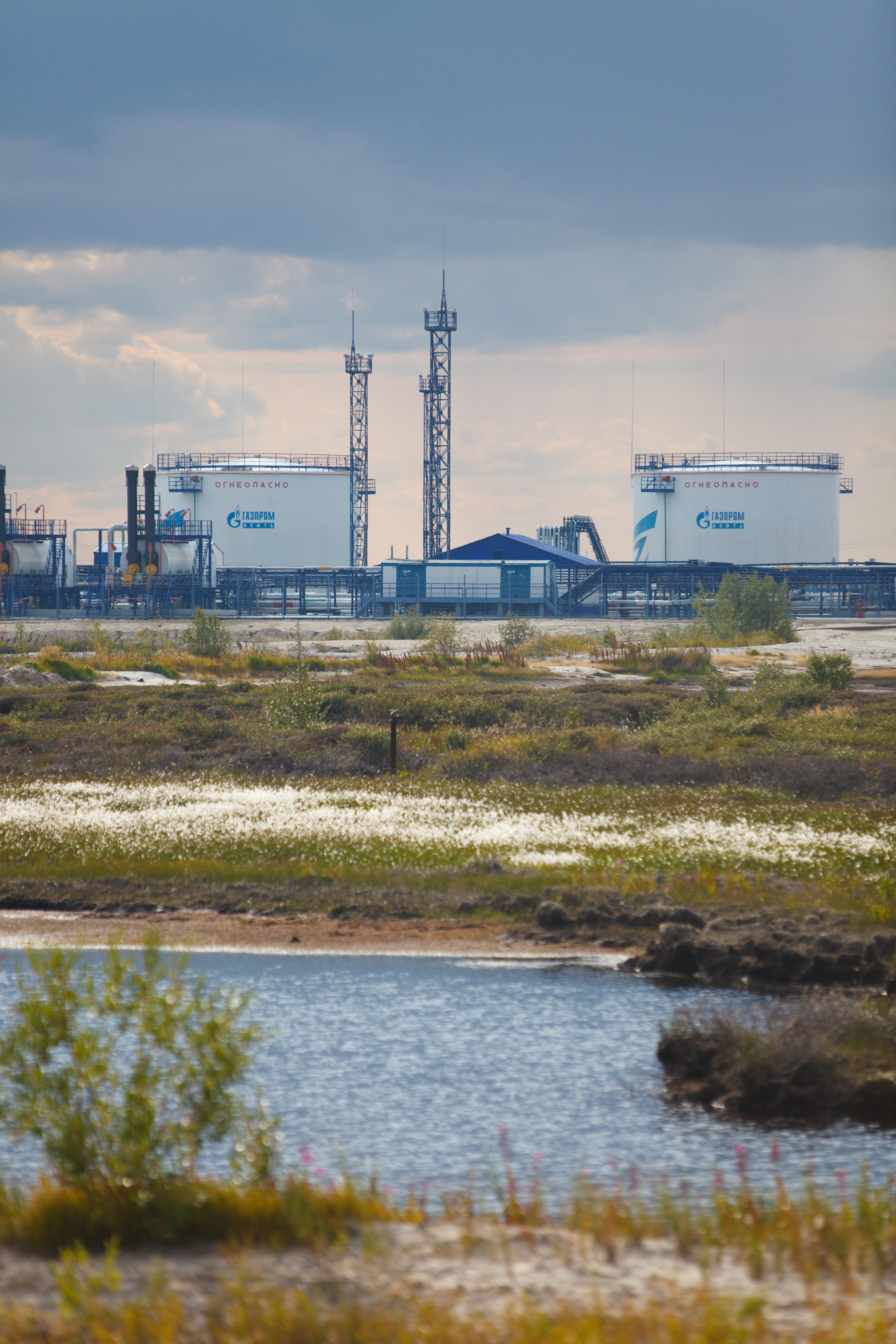
Муравленковское месторождение

По данным администрации города, в Муравленко постоянно проживают около 37 тысяч человек. Предприятие «Газпромнефть-Муравленко» является градообразующим — штат предприятия насчитывает свыше 2500 человек, более 35000 человек — работники сторонних подрядных организаций, оказывающих услуги «Газпромнефть-Муравленко».
«Газпромнефть-Муравленко» играет значительную роль в развитии территории присутствия, являясь крупным налогоплательщиком, что благоприятно сказывается на социально-экономическом потенциале города. За 2017 год предприятие перечислило в бюджет свыше 48 млрд рублей. Большая часть этой суммы поступила в федеральный бюджет в виде налога на добычу полезных ископаемых — более 46 млрд рублей.
Налоговые выплаты
- Федеральный бюджет — более 46 млрд рублей
- Окружной бюджет — более 1,4 млрд рублей
- Местный бюджет — более 602 млн рублей

Эксплуатационный фонд предприятия составляет более 4500 скважин на площади более 4000 кв. км. Предприятие разрабатывает 15 месторождений:
- Валынтойское месторождение;
- Восточно-Пякутинское месторождение;
- Вынгаяхское месторождение;
- Еты-Пуровское месторождение;
- Западно-Суторминское месторождение;
- Крайнее месторождение;
- Меретояхское месторождение;
- Муравленковское месторождение;
- Романовское месторождение;
- Северо-Пямалияхское месторождение;
- Северо-Янгтинское месторождение;
- Средне-Итурское месторождение;
- Суторминское месторождение;
- Сугмутское месторождение;
- Умсейское месторождение;
- Южно-Пурпейское месторождение.

Два месторождения подготовлены к разработке: Мало-Пякутинское и Пякутинское.

## Руководители
Большой вклад в развитие предприятия внесли его первые руководители: Александр Минченко, Борис Кошелев, Марсель Гафиуллин, Юрий Шульев и Михаил Ставский.
Руководство «Газпромнефть-Муравленко» в настоящее время осуществляют:
- Врио генерального директора Науменко Александр Павлович
- Заместитель генерального директора — главный геолог Виноходов Михаил Алексеевич
- Заместитель генерального директора по организационным вопросам Шестопалов Николай Алексеевич
- Заместитель генерального директора по экономике и финансам Ягудин Руслан Рафаилович
- Заместитель генерального директора по закупкам Мелёхин Денис Николаевич
- Заместитель генерального директора по корпоративной защите Лукьянов Сергей Викторович
- Заместитель генерального директора по капитальному строительству Кирилин Павел Владимирович
- Заместитель генерального директора по бурению и ВСР Навныко Сергей Иванович
- Заместитель генерального директора по перспективному развитию Петров Иван Андреевич
- Заместитель генерального директора по производственной безопасности Сасин Евгений Александрович

## Структура предприятия
«Газпромнефть-Муравленко» состоит из 15 цехов:
- 8 цехов добычи нефти и газа;
- 2 цеха подготовки и перекачки нефти;
- цех текущего обслуживания и ремонта трубопроводов;
- цех ремонта и обслуживания нефтепромыслового оборудования;
- цех поддержания пластового давления;
- цех сбора, добычи и транспорта газа;
- цех химического анализа.

## Энергоэффективность
В 2016 году «Газпромнефть-Муравленко» признано предприятием, полностью соответствующим международному стандарту в области энергоменеджмента (ISO 50001:2011). На предприятии наблюдается положительная динамика снижения удельного расхода электроэнергии.
В 2017 году «Газпромнефть-Муравленко» стало лучшим на региональном этапе Всероссийского конкурса проектов в области энергосбережения ENES-2017. Жюри высоко оценило систему энергетического менеджмента предприятия. Кроме того, победу одержал проект, направленный на популяризацию энергосберегающего образа жизни среди школьников. Также в 2017 году на предприятии прошёл инспекционный аудит Системы энергетического менеджмента. Эксперты подтвердили её полное соответствие международному стандарту (ISO 50001:2011). На всероссийском этапе конкура ENES-2017 «Газпромнефть-Муравленко» завоевало II место.
По итогам 2017 года «Газпромнефть-Муравленко» признан лучшим активом БРД ПАО «Газпром нефть» по энергоэффективности.

## Экологические стандарты
«Газпромнефть-Муравленко» ответственно относится к окружающей среде и ведёт свою деятельность с позиции заботы об экологии. Ключевым направлением является минимизация рисков, связанных с трубопроводами:
— новые покрытия насосно-компрессорных труб;
— мониторинг трубопроводов с помощью беспилотных летательных аппаратов;
— оперативный контроль коррозии (система «Микрокор»).
В «Газпромнефть-Муравленко» активно ведётся работа по ликвидации исторического наследия нефтезагрязнённых земель в рамках программы «Чистая территория» на 2015—2017 гг.
«Газпромнефть-Муравленко» первым из всех дочерних обществ компании ещё в 2014 году достигло уровня утилизации попутного нефтяного газа в 95 %. Внедряются новые методы утилизации попутного газа, в том числе использование для собственных нужд в качестве топлива. Этому способствует вывод на проектную мощность крупной компрессорной станции на Еты-Пуровском месторождении.

## Региональные центры компетенций
С 2011 года «Газпромнефть-Муравленко» является центром компетенций «Газпром нефти» по эксплуатации трубопроводов. На предприятии консолидируется опыт внедрения инноваций и технологий для применения на других добывающих предприятиях «Газпром нефти».
С 2013 года на базе управления подготовки и сдачи нефти «Газпромнефть-Муравленко» создан региональный центр компетенций «Технологии подготовки подтоварной воды».
В 2017 году в Муравленко открыт уникальный Корпоративный учебный ресурсный центр, созданный с целью подготовки, переподготовки и повышения квалификации специалистов «Газпромнефть-Муравленко» и предприятий компании.

## Перспективы развития
Перспективы предприятия связаны с дальнейшим освоением Еты-Пуровского, Суторминского месторождений, бурением Вынгаяхинского, Крайнего, Северо-Янгтинского, Сугмутского и Романовского месторождений.
На ряде лицензионных участков идут геологоразведочные работы (на Валынтойском и Романовском месторождениях). В ближайшей перспективе — активная разработка Валынтойского нефтяного месторождения и Южно-Пурпейского лицензионного участка Умсейского и Южно-Пурпейского месторождений.
Активно развивается сотрудничество с зарубежными компаниями. В ноябре 2017 года Муравленко посетили делегации Китайской нефтяной компании «Дациннефть», представители компании Shell, с которыми планируется реализация совместных проектов по ряду месторождений (Умсейскому и Южно-Пурпейскому). Китайскую делегацию интересует сотрудничество по Суторминскому месторождению.

## Социальное партнёрство
«Газпромнефть-Муравленко» активно сотрудничает с властями и жителями города, а с 2012 года принимает активное участие в комплексной программе социальных инвестиций «Родные города», которая объединяет серию проектов, направленных на повышение качества жизни в регионах присутствия «Газпром нефти», расширение доступа их жителей к качественной городской среде, образованию, культуре и спорту.
Одним из приоритетных направлений социального партнёрства «Газпромнефть-Муравленко» и региона является развитие спортивной инфраструктуры. Благодаря поддержке предприятия в г. Муравленко построены 4 многофункциональные спортивные площадки на территории общеобразовательных школ города. Заработали многофункциональные спортивные залы «Зенит» в г. Муравленко и в п. Ханымей. В 2015 году в п. Ханымей открыт ледовый корт. В 2016 году в Надымском районе введены в эксплуатацию футбольный стадион с искусственным покрытием и многофункциональная спортивная площадка.
В 2015 году в г. Муравленко открыт спортивный комплекс «Муравленко», который построен при поддержке «Газпром нефти» и стал крупнейшим спортивным сооружением города. В 2017 году завершилось строительство нового ледового дворца — филиала хоккейной академии «Авангард», который построен также при поддержке компании «Газпром нефть».
Помимо строительства спортивной инфраструктуры филиал «Газпромнефть-Муравленко» оказывает поддержку в проведении спортивных мероприятий и местным спортивным сообществам. Ежегодно при финансовой помощи филиала в городе Муравленко строятся ледовые городки. «Газпромнефть-Муравленко» принимает участие в организации общегородских праздников, таких как День города, День работника нефтяной и газовой промышленности. Также оказывается поддержка общинам коренных малочисленных народов Севера.
В сентябре 2017 года началось строительство детского сада на 230 мест в г. Муравленко.
Управление по работе с персоналом филиала «Газпромнефть-Муравленко» с 2010 года активное сотрудничает с Санкт-Петербургским минерально-сырьевым университетом «Горный». В соответствии с программой преподаватели университета выезжают в регионы для проведения предметных олимпиад и подготовки учеников старших классов к поступлению в вуз. В дальнейшем школьники поступают на бюджетное отделение университета, а по окончании обучения ребята в качестве молодых специалистов устраиваются на работу в филиал.
В 2014 году в филиале «Газпромнефть-Муравленко» состоялся первый грантовый конкурс, направленный на поддержку социальных инициатив некоммерческих организаций и решение социально значимых проблем регионов присутствия компании.
Внутри предприятия активно развивается волонтёрское движение. Сотрудники «Газпромнефть-Муравленко» принимают активное участие в корпоративном конкурсе волонтёрских проектов, становятся участниками экологических акций, субботников, как на уровне предприятия, так и на уровне города. Волонтёрская работа сотрудников предприятия получает высокую оценку на уровне города, региона и даже на федеральном уровне. Один из волонтёрских проектов — «Снежный десант», в 2016 году занял II место в конкурсе «Чемпионы добрых дел» в номинации местные сообщества. В 2017 году комплексная программа по реализации экологических волонтёрских акций завоевала I место во всероссийском конкурсе «Чемпионы добрых дел» в номинации «Экология».